# Caleche

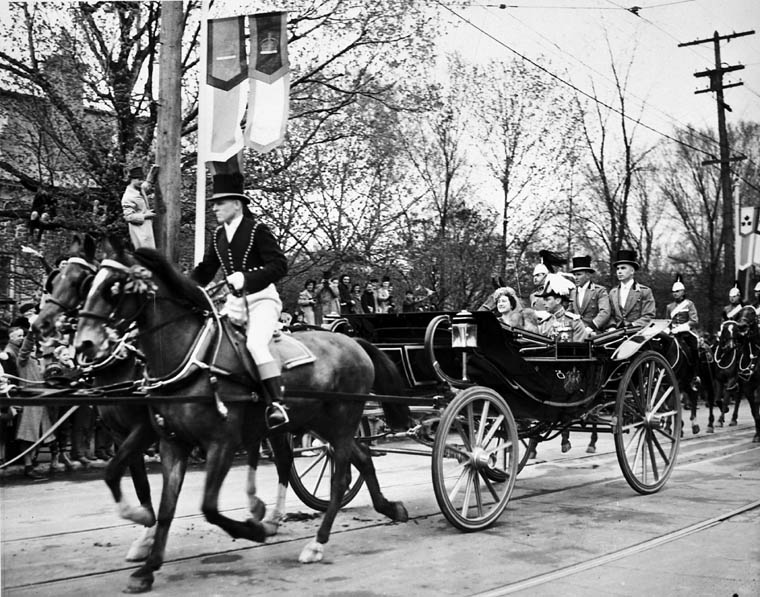
Caleche.

A caleche ou "calash" é uma carruagem do séc. XVIII inventada na França. 
É semelhante aquela que é chamada "barouche" mas, em vez de duas rodas, tem quatro rodas e dois assentos duplos de frente um para o outro. O condutor/cocheiro conduz na parte da frente do veículo, que é puxado por dois a quatro cavalos. Era tradicionalmente puxada por um par de cavalos de alta qualidade, e servia sobretudo para passeios de personalidades abastadas durante o verão.